# Nilus radiatolineatus
Nilus radiatolineatus là một loài nhện trong họ Pisauridae. Chúng được Embrik Strand miêu tả năm 1906.